# Stereoskopie

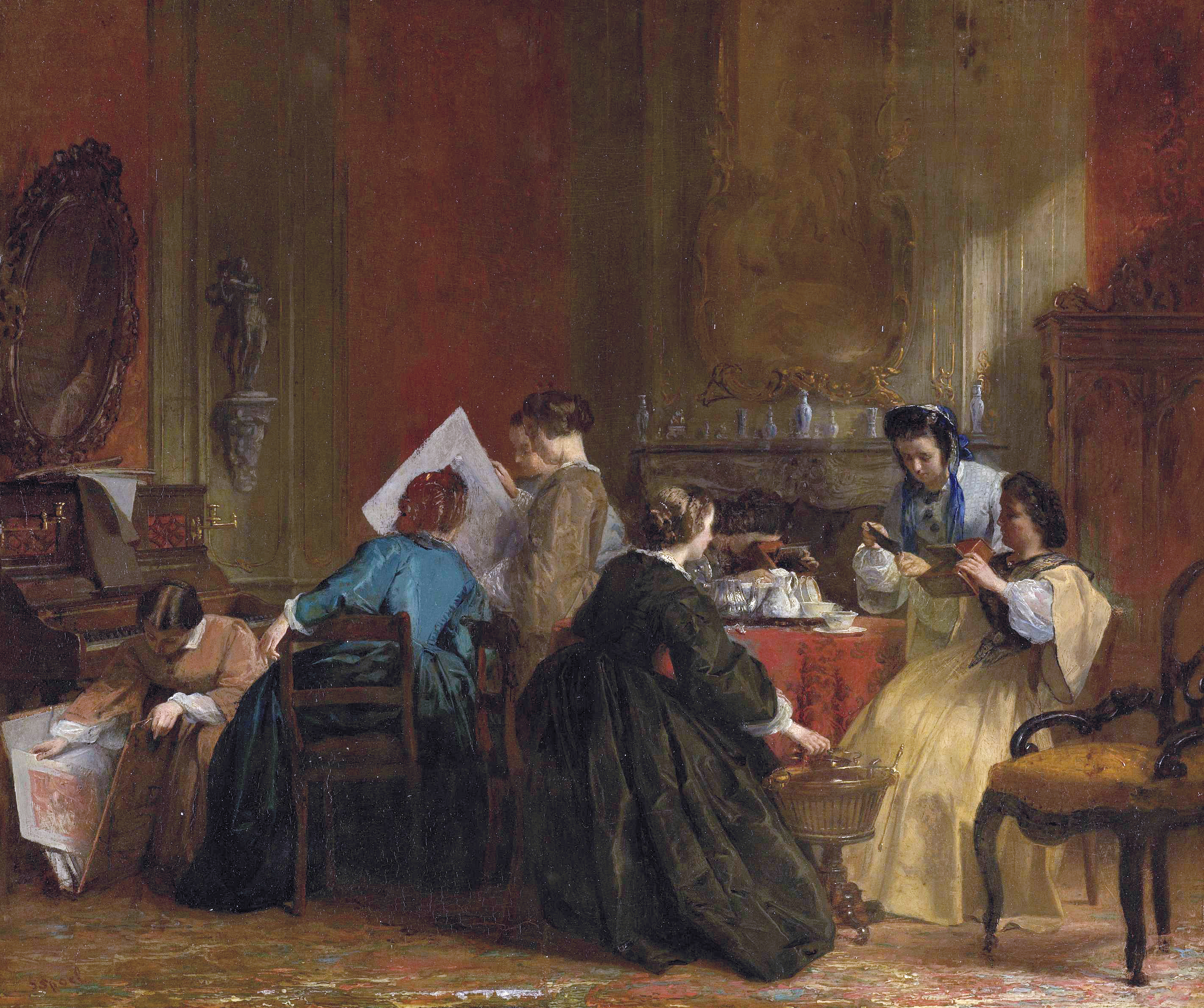
Jacob Spoel: Společnost dam si prohlíží stereofotografie, olejomalba, 1850–1860

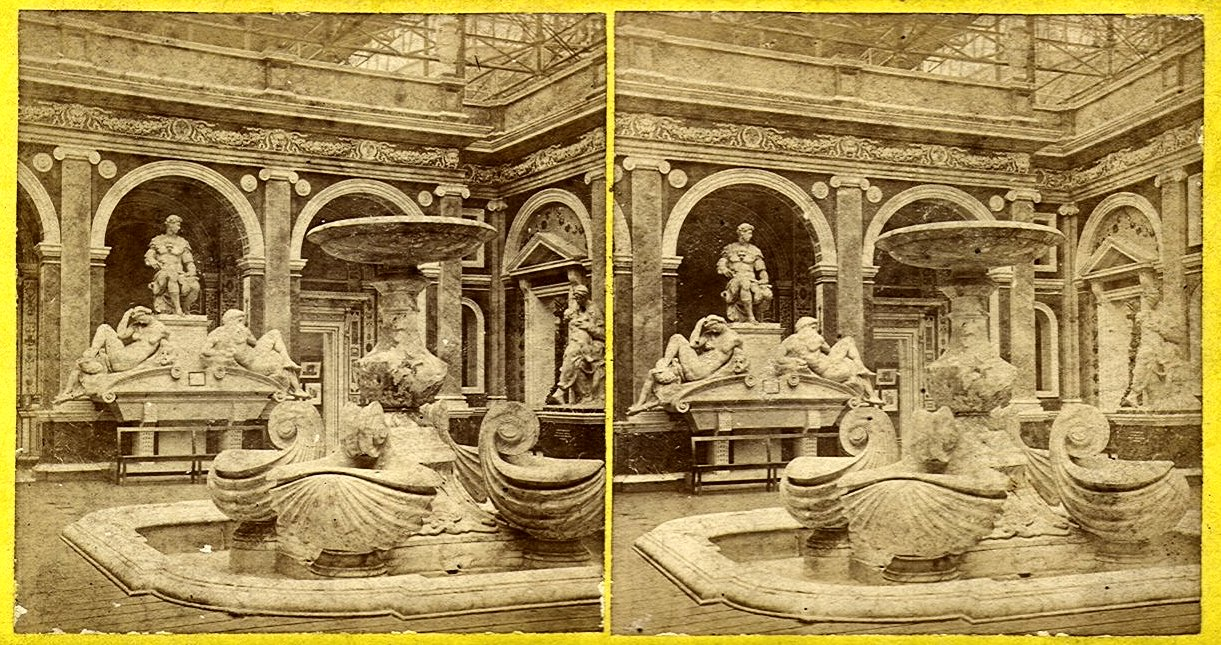
Stereofotografie interiéru Křišťálového paláce pořízený během Světové výstavy 1851 v Londýně

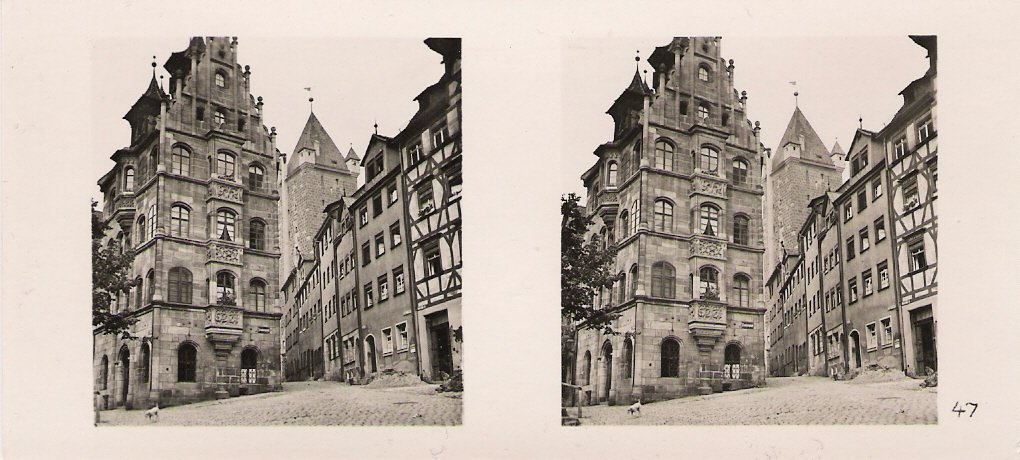
Stereoskopická fotografie z roku 1949

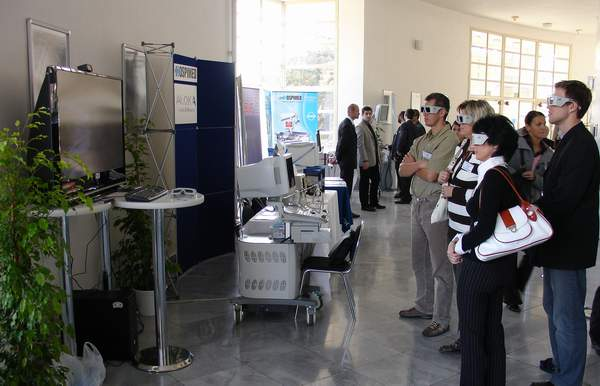
Zobrazení robotické chirurgické operace pomocí aktivní DLP 3D projekce

Stereoskopie je technologie, která umožňuje prostorový zrakový vjem vyvolaný dvourozměrnou předlohou např. pomocí stereoskopických brýlí.

## Postupy
Pro správné vnímání prostoru lidskýma očima je potřeba pro každé oko dodat mírně odlišný obraz.
Toho lze docílit několika postupy:
- Samostatné obrazy pro každé oko. Tento postup byl užíván již v 19. století (stereofotografie), ve 20. století byly populární stereokotoučky.
- Anaglyfické brýle (červeno-modré, červeno-zelené) – před každým okem je jeden barevný filtr, přes červené sklo se zobrazí jen modré objekty a přes modré sklo širší spektrum barev kromě objektů zobrazených modře.
- Různě polarizovaná skla brýlí a filtry na projektorech, takže každé oko dostane svůj vlastní kompletní obraz. Tuto technologii využívá například kino IMAX nebo digitální kina systému RealD.
- Zatmívané (nebo také závěrkové) brýle (anglicky shutter glasses) mají skla z tekutých krystalů, jež se střídavě zatmívají, synchronně s grafickou kartou počítače, takže každé oko dostává obraz zvlášť.
- Technologie INFITEC: projektory promítají základní barvy (RGB) na mírně posunutých vlnových délkách a brýle dokáží tyto dva obrazy oddělit.
- Autostereoskopické monitory, vysílající různý obraz do různých směrů.
- HMD zobrazovací jednotky využívající dva mikrodispleje.
- Holografie
- Technika zašilhání očí (nebo opak; z anglického cross- resp. relaxed-eyed technique).[1]

Stereoskopie se využívá pro zobrazování 3D filmů, vědeckých dat (chemie, geologie) nebo v robotické chirurgii.

## Historie
Jules Duboscq zkonstruoval stereofotoaparát a v roce 1850 zkonstruoval prohlížečku stereofotografií.

#### Teorie
- David Brewster: The stereoscope: it's history, theory and construction . London 1856
- Ruete, Christian Georg Theodor: Das Stereoskop: Eine populäre Darstellung. 2. Auflage. Teubner, Leipzig 1867
- Thomas Abé: Grundkurs 3D-Bilder. VfV-Verlag, Gilching, ISBN 3-88955-099-1
- Alexander Klein, Franz Weiland, Rainer Bode: 3D - aber wie! Von magischen Bildern zur 3D-Fotografie. Bode Verlag Haltern 1994, ISBN 3-925094-64-4
- Jean Pütz: Das Hobbythek-Buch 3, vgs Verlagsgesellschaft, Köln 1979, ISBN 3-8025-6102-3
- Fritz Waack, G. Kemner: Einführung in Technik und Handhabung der 3-D-Fotografie. Museum für Verkehr und Technik, Berlin 1989
- Leo. H. Bräutigam: Stereofotografie mit der Kleinbildkamera: Eine praxisorientierte Einführung. Wittig Fachbuchverlag, 1996, ISBN 3-930359-31-6

#### Obrazové publikace
- Achim Bahr: Stereoskopie. Räume, Bilder, Raumbilder. Thales Verlag, 1991, ISBN 3-88908-549-0
- Tom Baccei, Cheri Smith: Das magische Auge. Ars Edition, ISBN 3-7607-2264-4
- Marc Grossman: The Magic Eye, Volume I von N. E. Thing Enterprises. Andrews & Mcmeel, ISBN 0-8362-7006-1
- Arthur G. Haisch: Hotel Morbid/Morbid Rooms, Stereo-Raumbilder. 3-D-World Verlag, Basel 1983, ISBN 3-905450-02-X
- Matthias Henrici, Christian Neubauer: Phantastische Augenblicke I Lingen Verlag
- Hartmut Wettmann: Das Rheinland in historischen Stereofotos, Dr. Gebhardt + Hilden GmbH, 1999, ISBN 3-932515-15-3
- Ulli Siebenborn: Interactive Pictures, Volume I. Taschen Verlag, 1994, ISBN 3-8228-9211-4
- Roland Bartl, Klaus Bartl, Andreas Ernstberger, Peter Schwartzkopff: Pep Art. 3-D-Bilder der neuen Art. Südwest Verlag, München, 1994, ISBN 3-517-01632-2

#### Ostatní
- Steinhauser: Über die geometrische Konstruktion der Stereoskopbilder.  Graz 1870
- Yuki Inoue, Masahira Oga (Herausgeber): Stereogramm. ISBN 3-7607-1106-5
- Andrew A. Kinsman: Random Dot Stereograms. ISBN 0-9630142-1-8
- Rolf Sander, Martin Simeth: Der kleine Hobbit und das Autostereogramm In: Spektrum der Wissenschaft, Nr. 1, 1995, Seiten 10–15